# Font del Nen de la Tortuga
La Font del Nen de la Tortuga és una obra del municipi de Girona inclosa en l'Inventari del Patrimoni Arquitectònic de Catalunya. El conjunt és format per una base de planta quadrada, sobre la qual hi descansa un cos paral·lelepipèdic que suporta l'escultura d'un nen assegut damunt d'una tortuga que treu aigua per la boca. Tot els elements són fets amb pedra de Girona.

## Història
Aquesta font es va pensar a la plaça al mateix temps que s'hi van realitzar obres d'urbanització que van suposar que van fer el paviment nou i elevar uns 60 cm el Monument als Defensors de Girona 1808-1809.